# Campeonato de Portugal 1927
Šestý ročník Campeonato de Portugal (portugalského fotbalového poháru) se konal od 6. května do 12. června 1927.
Trofej získal poprvé v klubové historii CF Os Belenenses, které ve finále porazilo Vitórii FC 3:0.